# Guyruita
Guyruita es un género de arañas que pertenece a la familia Theraphosidae (tarántulas).

## Especies
- Guyruita atlantica (Guadanucci, 2007) — Brasil
- Guyruita cerrado (Guadanucci, 2007) — Brasil